# Federico Bonelli
Federico Bonelli (Genova, 1978) è un ex ballerino e direttore artistico italiano, primo ballerino dell'Het Nationale Ballet dal 2002 al 2003 e del Royal Ballet dal 2003 al 2022.

## Biografia
All'età di quattordici anni ha cominciato a studiare danza presso la scuola del Teatro Nuovo di Torino. Durante i suoi anni di studio si classificò primo al Concorso Internazionale di Rieti e vinse il Prix de Lausanne; in seguito a questa vittoria si unì alla compagnia di Danza della Opernhaus Zürich nel 1996 e l'anno successivo fu promosso a solista. Dopo aver interpretato i ruoli principali di Romeo e Giulietta e Giselle a Zurigo, si trasferì ad Amsterdam nel 1998 per danzare con l'Het Nationale Ballet, di cui divenne primo ballerino nel 2002. Qui ebbe modo di ampliare il proprio repertorio con ruoli da protagonista ne La Bella Addormentata, Lo Schiaccianoci e La Sylphide.
Nel 2003 si è unito al Royal Ballet in veste di ballerino principale e per il suo portamento, grazia e tecnica è stato spesso considerato danseur noble. Il suo repertorio all'interno della compagnia comprendeva i maggiori ruoli maschili del repertorio classico e moderno, tra cui Romeo in Romeo e Giulietta (MacMillan), Dafni in Dafni e Cloe (Ashton), Lesnky e l'eponimo protagonista in Onegin (Cranko), Rodolfo in Mayerling (MacMillan), James ne La Sylphide (Bournonville), Polissene in The Winter's Tale (Wheeldon), Pierrot in Pierrot Lunaire (Tetley), Des Grieux ne L'histoire de Manon (MacMillan), Apollo nell'Apollon musagète (Balanchine), Franz in Coppélia (de Valois), Basilio in Don Chisciotte (Acosta), Aminta in Sylvia (Ashton), Albrecht in Giselle (Wright), Siegfried ne Il lago dei cigni (Dowell; Scarlett), il fauno ne Il pomeriggio di un fauno (Robbins), Victor in Frankenstein (Scarlett), Belyaev in A Month in the Country (Ashton), Armand in Marguerite and Armand (Ashton), Peter in Woolf Works (McGregor), Dante in The Dante Project (McGregor), Désiré ne La bella addormentata (Mason), il principe in Cenerentola (Ashton), il principe ne Lo schiaccianoci (Wright), il solista maschile in Symphonic Variations (Ashton) e Tchaikovsky Pas de Deux (Balanchine). 
Molto apprezzato per le sue doti da partner, Bonelli ha danzato con alcune delle maggiori ballerine della sua generazione, stringendo proficue collaborazioni artistiche in particolare con Alessandra Ferri, Lauren Cuthbertson, Laura Morera e Fumi Kaneko. Nel corso della sua carriera ha inoltre danzato come étoile ospite in teatri di alto profilo come il Teatro alla Scala (Excelsior, 2015; Woolf Works, 2019), il Teatro Massimo di Palermo (Giselle, 2007), il Teatro dell'Opera di Roma (Il lago dei cigni, 2016) l'Opéra Garnier, il Balletto del Cremlino e il National Theatre di Tokyo.
Il 4 marzo 2022 ha dato il suo addio alle scene danzando il ruolo di Siegfried ne Il lago dei cigni al Covent Garden e successivamente è diventato direttore artistico del Northern Ballet.

## Vita privata
È sposato con la ballerina giapponese Hikaru Kobayashi, prima solista del Royal Ballet dal 2009 al 2018, e la coppia ha una figlia.

## Videografia (parziale)
- 2008. La bella addormentata, coreografie di Marius Petipa. Royal Ballet, con Alina Cojocaru e Marianela Núñez. Opus Arte DVD,  OA0995D.
- 2013. Romeo e Giulietta, coreografie di Kenneth MacMillan. Royal Ballet, con Lauren Cuthbertson. Opus Arte DVD, OA1100D
- 2015. The Winter's Tale, coreografie di Christopher Wheeldon. Royal Ballet, con Edward Watson, Zenaida Yanowsky, Lauren Cuthbertson. Opus Arte DVD, OA1156D.
- 2016. Viscera/Afternoon of Faun/Tchaikovsky Pas de deux/Carmen, coreografie di Carlos Acosta, George Balanchine, Jerome Robbins e Liam Scarlett. Royal Ballet. Opus Arte DVD, OA1212D.
- 2017. Anastasia, coreografie di Kenneth MacMillan. Royal Ballet, con Natal'ja Osipova. Opus Arte DVD, OABD7222D.
- 2017. Lo schiaccianoci, coreografie di Peter Wright. Royal Ballet, con Lauren Cuthbertson. Opus Arte DVD,  OABD7229D.
- 2017. Frankenstein, coreografie di Liam Scarlett. Royal Ballet, con Steven McRae, Laura Morera. Opus Arte DVD, OA1231D.
- 2018. Alice's Adventures in Wonderland, coreografie di Christopher Wheeldon. Royal Ballet, con Steven McRae, Laura Morera. Opus Arte DVD,  OABD7245D.
- 2018. Bernstein Celebration, coreografie di Wayne McGregor, Liam Scarlett e Christopher Wheeldon. Royal Ballet. Opus Arte DVD,  OA1276D.
- 2019. Woolf Works, coreografie di Wayne McGregor. Royal Ballet, con Alessandra Ferri. Opus Arte DVD,  OA1282D.
- 2021. The Cellist/Dances at a Gathering, coreografie di Cathy Marston e Jerome Robbins. Royal Ballet, Opus Arte DVD, 0A1318D.